# Owyhee
Owyhee é uma Região censo-designada localizada no estado americano de Nevada, no Condado de Elko.

## Demografia
Segundo o censo americano de 2000, a sua população era de 1017 habitantes.

## Geografia
De acordo com o United States Census Bureau tem uma área de
583,9 km², dos quais 580,9 km² cobertos por terra e 3,0 km² cobertos por água. Owyhee localiza-se a aproximadamente 1646 m acima do nível do mar.

## Localidades na vizinhança
O diagrama seguinte representa as localidades num raio de 124 km ao redor de Owyhee.